# Воскресенская фетровая фабрика
Воскресенская фетровая фабрика — предприятие лёгкой промышленности, расположенное в Воскресенске Московской области, крупнейший завод лёгкой промышленности на территории города.

## История

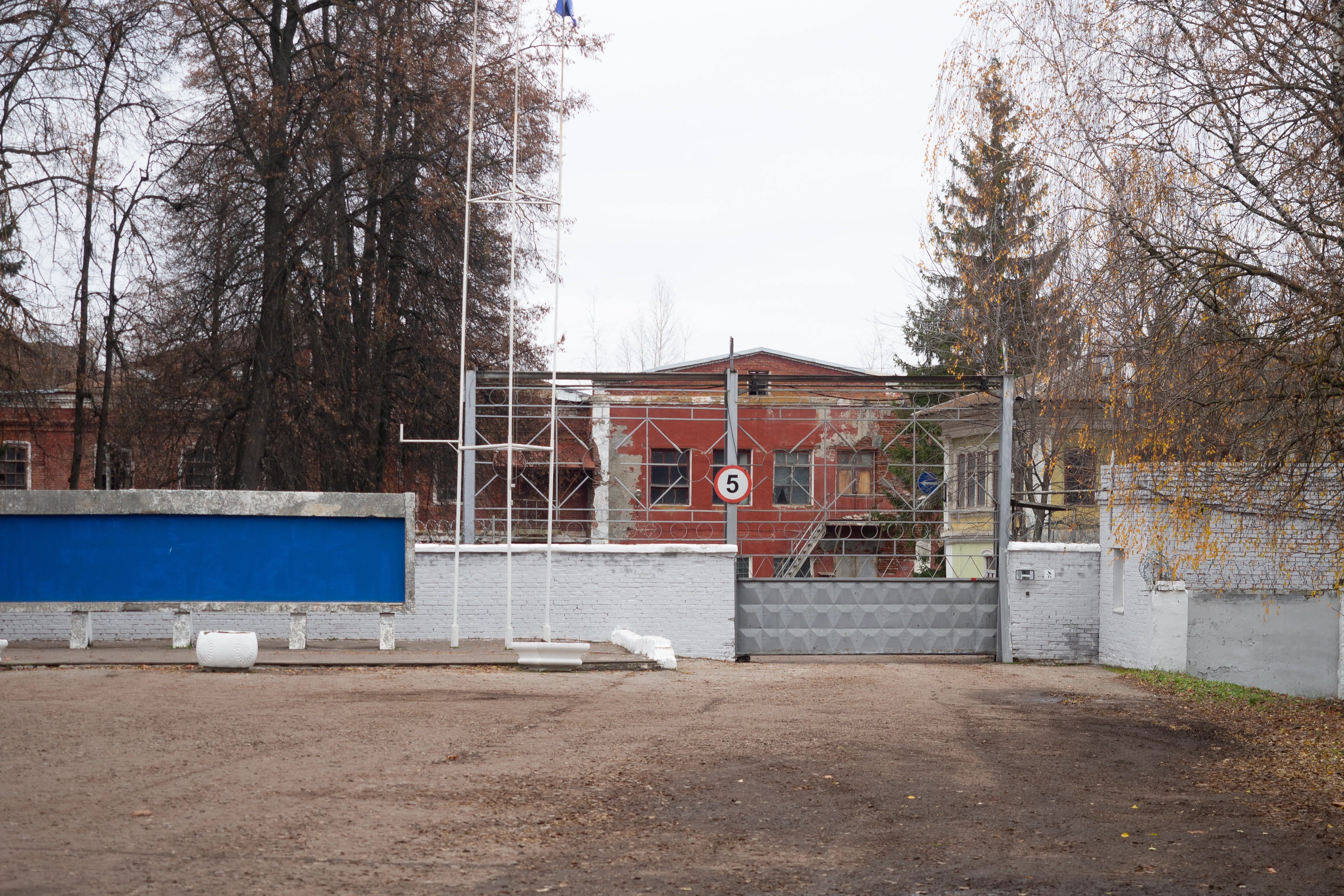
Ворота фетровой фабрики

Основатель фабрики Василий Никитович Кацепов начинал собственное дело в деревне Федотово Колыберевской волости. В начале 1870-х годов он возвёл там красильную мастерскую, а в 1880 году в соседней деревне Лопатино его сын Тимофей — двухэтажную кирпичную фабрику, здание которой служит и сегодня.
Декретом от 28 января 1918 года фабрика была национализирована. Вплоть до 1922 года фабрика не меняла своего профиля и, как и до революции, выполняла государственные военные заказы на поставку материала для солдатского обмундирования и белья.

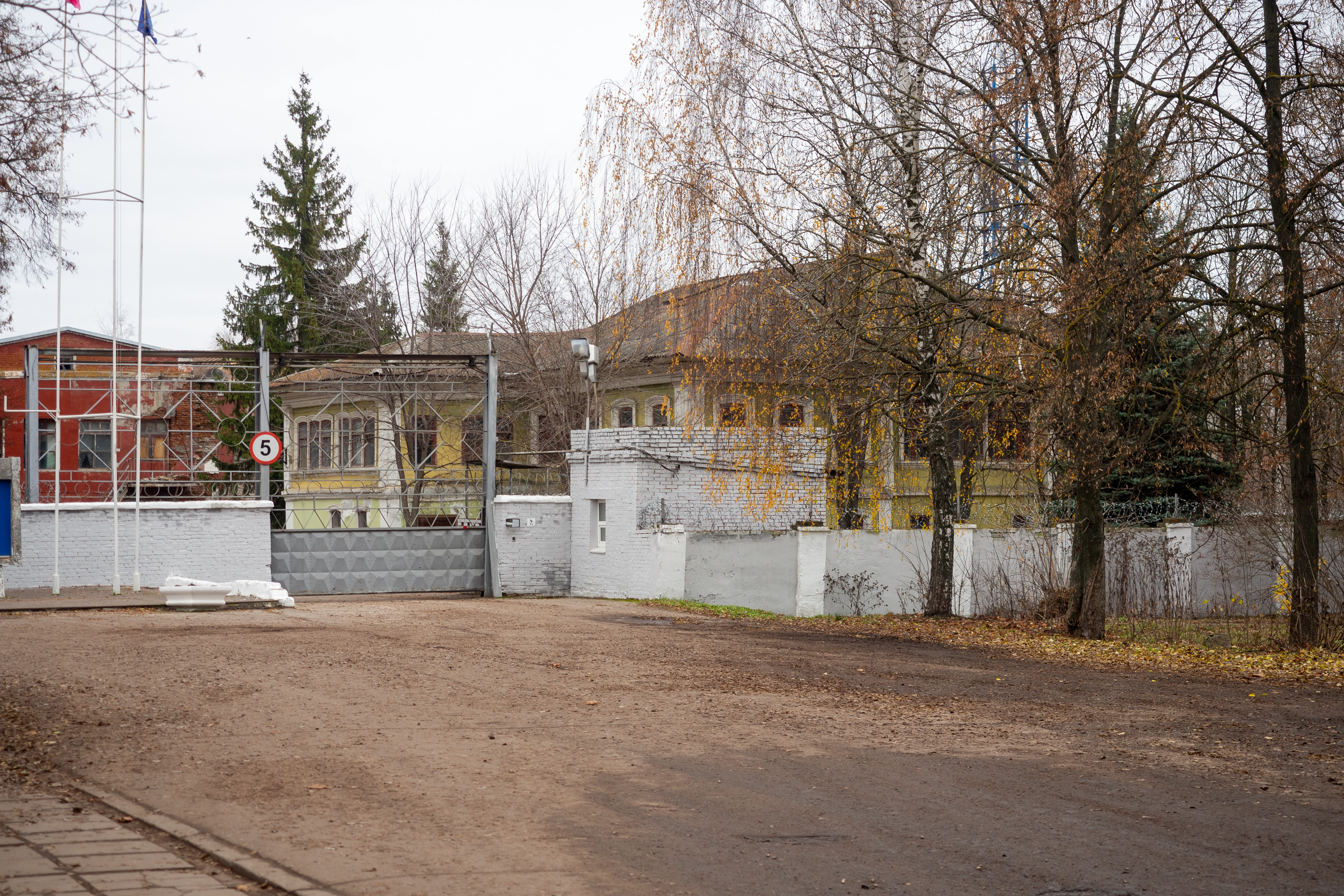
Исторические здания фетровой фабрики

В 1930 году по решению Московского Совета народного хозяйства профиль было сменён на производство фетра — пуховых мужских и женских головных уборов из заячьего и кроличьего меха. С 1 октября 1930 года кацеповское предприятие получило новое название — Воскресенская фетровая фабрика имени 9 января.

Историческое кирпичное здание фетровой фабрики

В 1971 году открылся фабричный музей, экспозиции которого охватывают историю фабрики от кацеповских текстильщиков до воскресенских фетровщиков.
В современное время фабрика входит промышленную группу «Горизонт — Фетр».
Близлежащий жилой микрорайон Воскресенска носит название «Фетровая фабрика».